# Mara (Italia)
Mara (topónimo en lengua sarda) es una localidad italiana de la provincia de Sácer, región de Cerdeña,  con 699 habitantes.

## Evolución demográfica
| Gráfica de evolución demográfica de Mara entre 1861 y 2001 |
|                                                            |
| Fuente ISTAT - elaboración gráfica de Wikipedia            |